# Parlamento da Chéquia
O Parlamento da Chéquia (tcheco: Parlament České republiky) é o poder legislativo da Chéquia. O parlamento é no formato bicameral composto pelo Senado e Câmara dos Deputados.

## Senado
O Senado é formado por 81 membros eleitos para mandatos de 6 anos, sendo que a cada 2 anos 1/3 do senado é renovado, o sistema eleitoral utilizado é o majoritário.

## Câmara dos Deputados
A Câmara dos Deputados é formada por 200 membros eleitos para mandatos de 4 anos em 14 círculos eleitorais usando representação proporcional em lista fechada utilizando o método d'Hondt.

### Grupos parlamentares
| Partido | Partido                       | Ideologia            | Espectro        | Mandatos |
| ------- | ----------------------------- | -------------------- | --------------- | -------- |
|         | ANO                           | Centrismo            | Centro          | 78 / 200 |
|         | Partido Democrático Cívico    | Conservadorismo      | Centro-direita  | 25 / 200 |
|         | Partido Pirata                | Políticas Pirata     | Esquerda        | 22 / 200 |
|         | Liberdade e Democracia Direta | Populismo de direita | Direita         | 22 / 200 |
|         | Partido Comunista             | Comunismo            | Esquerda        | 15 / 200 |
|         | Partido Social-Democrata      | Social-democracia    | Centro-esquerda | 15 / 200 |
|         | Partido Popular               | Democracia cristã    | Centro          | 10 / 200 |
|         | TOP 09                        | Liberalismo clássico | Centro-direita  | 7 / 200  |
|         | STAN                          | Regionalismo         | Centro          | 6 / 200  |